# 粉背绣球
粉背绣球（学名：Hydrangea glaucophylla）为绣球花科绣球属下的一个种。

## 扩展阅读
- 維基物種上的相關：粉背绣球